# Parafia św. Zofii w Dylągowej
Parafia św. Zofii w Dylągowej − parafia rzymskokatolicka znajdująca się w archidiecezji przemyskiej, w dekanacie Dynów.

## Historia
Parafia w Dylągowej została erygowana przed 1488 rokiem, z fundacji Kmitów. Ok. 1559 roku Stanisław Mateusz Stadnicki, zamienił kościół na zbór kalwiński. Przez ok. 40 lat nie było proboszcza. W 1625 roku Marcin Stadnicki zwrócił kościół katolikom.
W 1703 roku pierwszy kościół spłonął. W 1706 roku zbudowano drugi drewniany kościół, z fundacji Teofilii Czartoryskiej i Stanisława Pękalskiego, który w 1711 roku bp Paweł Konstanty Dubrawski konsekrował pw. św. Zofii. W latach 1905–1911 zbudowano obecny murowany kościół w stylu neoromańskim, według projektu arch. inż. Stanisława Sikorskiego. W 1925 roku kościół został konsekrowany przez bpa Anatola Nowaka. W 1929 roku stary kościół został przekazany do Siedlisk-Gdyczyny.
W latach 1939–1941 Dylągowa była pod okupacją sowiecką. Rosjanie zakazali nauki religii, a także zdewastowali plebanię.
W latach 1986–1991 w Pawłokomie zbudowano murowany kościół filialny, według projektu arch. Stanisława Pąprowicza. W 1991 roku bp Ignacy Tokarczuk poświęcił kościół pw. św. Michała Archanioła.
Na terenie parafii jest 1 234 wiernych (w tym: Dylągowa – 556, Łączki – 57, Pawłokoma – 563, Sielnica – 158).
Proboszczowie parafii:
Proboszczami parafii na przestrzeni dziejów byli m.in.: ks. Michał Puzon, ks. Daniel Stopiak (od 1843), ks. Wojciech Wnęk (od 1877), ks. Wincenty Telega (od 1881), ks. Ludwik Ligęza (1887–1897), ks. Jan Steliński (1897–1934), ks. Franciszek Paściak (1934–1946), ks. Marcin Pawul (administrator), ks. Ignacy Bara (od 1965) (administrator), ks. Ludwik Brylski (od 1976).